# La Ceja, Colombia
La Ceja är en kommunhuvudort i Colombia.   Den ligger i departementet Antioquía, i den centrala delen av landet, 220 km nordväst om huvudstaden Bogotá. La Ceja ligger 2 115 meter över havet och antalet invånare är 36 584.
Terrängen runt La Ceja är huvudsakligen kuperad. La Ceja ligger nere i en dal. Runt La Ceja är det ganska tätbefolkat, med 96 invånare per kvadratkilometer. Närmaste större samhälle är Rionegro, 15,2 km norr om La Ceja. Omgivningarna runt La Ceja är en mosaik av jordbruksmark och naturlig växtlighet.